# Autorità per la preparazione e la risposta alle emergenze sanitarie

Bandiera dell'Unione europea

L'Autorità per la preparazione e la risposta alle emergenze sanitarie (HERA) (in inglese Health Emergency Preparedness and Response Authority) è un servizio sanitario della Commissione europea, creato ufficialmente il 15 settembre 2021, per preparare l'UE a una futura pandemia ed evitare gli errori commessi durante la risposta dell'UE alla pandemia di Covid-19.
La presidente della Commissione europea, Ursula von der Leyen ha annunciato per la prima volta i piani per tale agenzia il 20 novembre 2020. L'UE ha annunciato il lancio di HERA il 15 settembre 2021 e il servizio è stato creato come Direzione generale della Commissione europea il 16 settembre. HERA è operativa dall'inizio del 2022.
HERA valuterà le potenziali minacce per la salute, promuoverà la ricerca, assicurerà la disponibilità di una produzione critica e contribuirà alla creazione di scorte di medicinali. Durante una crisi sanitaria, l'agenzia attiverà finanziamenti di emergenza e aiuterà a coordinare il monitoraggio, l'acquisizione e l'acquisto di attrezzature o trattamenti medici.